# 조영규 (조선 중기)
조영규(趙英圭, 1535년 ~ 1592년)는 조선 중기의 무신으로 임진왜란 당시 동래성 전투에서 싸우다 전사하였다.
본관은 직산, 자는 옥첨으로 전라도 장성 출신이다. 무과 급제 후 훈련원 관원을 거쳐 제주도 판관을 지냈으며 무장 현감 때에는 매사에 사리사욕을 버리고 공평하고 바르게 법도에 맞게 다스려 청백리로서의 이름도 높았다. 이후에는 용천 부사와 양산 군수에도 임명되었다.
그러나 양산 군수로 재임 중 1592년 임진왜란이 일어나자 동래성 전투에서 송상현을 도우러 왔다가 생사를 같이하기로 기약하고 양산으로 돌아가 노모와 작별을 했다. 동래성으로 다시 돌아와 울산 군수 이언성과 함께 적진을 향해 돌진하여 싸우다가 전사했다.
사후 1669년 송준길의 상계로 호조참판에 추증되었고 동래의 안락서원과 양산의 충렬사, 장성의 모암서원에 배향되었다.

## 같이 보기
- 장성 조영규 정려 (전라남도 기념물 제78호)